# Robert Somercotes
Robert Somercotes o Ummarcote (Lincolnshire, ? - Roma, 26 de setembre de 1241) va ser un eclesiàstic catòlic anglès.
Estudiant de las universitats de París i Bolonya, on es va doctorar en teologia, l'arquebisbe  de Canterbury, Stephen Langton, el va apadrinar i li va atorgar alguns beneficis de les esglésies  de Croydon, Kent i Norfolk. Als voltants de 1235 fou nomenat capellà i confessor del rei Enric III; poc després va traslladar-se a Roma, on va viure la resta de la seva vida.
En el consell celebrat l'any 1239 Gregori IX, el va fer titular del Cardenalat-diaca de Sant Eustaqui, nomenant-lo cardenal, encara que aquell mateix any va optar pel títol de Cardenal-presbiteral de Sant Crisógono; fou un dels pocs que van mantenir-se al costat del papa durant l'enfrontament amb l'emperador Feredic II.
Va morir el 1241, sota les sospites d'enverinament durant la seva participació al conclave d'elecció papal, que va acabar amb el nomenament com a papa Celestí IV, i va ser enterrat a la basílica de Sant Crisógono de Roma.